# Claude de La Châtre

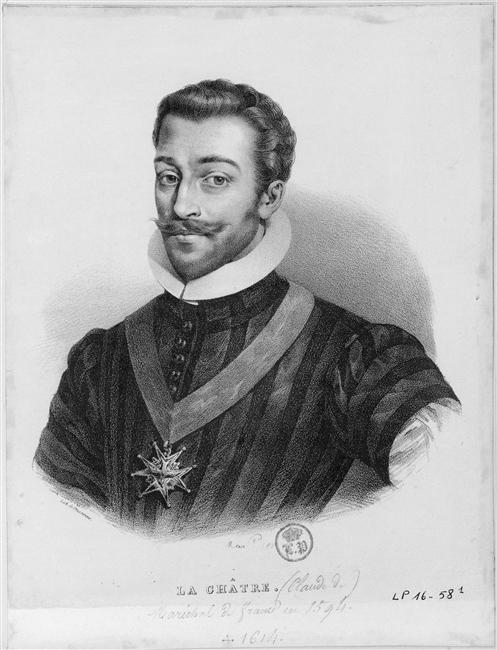
Claude de La Châtre

Claude de la Châtre (* 1536 auf Schloss La Maisonfort in Genouilly; † 18. Dezember 1614) war Seigneur und Baron von La Maisonfort und von 1569 bis 1588 Gouverneur des Berry. Er war einer der katholischen Offiziere der Hugenottenkriege.
Er entstammte einer alten Adelsfamilie und wurde als Page des Connétables de Montmorency erzogen. 1569 wurde er Gouverneur des Berry, das er mit Gilles de Souvré, marquis de Courtanvaux gegen das Amt des Bailli von Blois tauschte. 1562 kämpfte er in der Schlacht von Dreux, 1570 in der Schlacht bei Arnay-le-Duc, und 1573 nahm er an der Belagerung und Eroberung von Sancerre teil. 1578 folgte er François-Hercule de Valois-Angoulême, duc d’Alençon ins Exil in die Niederlande.
Als Parteigänger der Guisen und seit 1585 Gouverneur von Bourges schloss er sich der nach dem Tod des Thronfolgers Alençon 1584 wiederbelebten Heiligen Liga an. Er weigerte sich, Heinrich von Navarra als Thronerben anzuerkennen und bemächtigte sich für die Liga des Berry. 1588 wurde er – nun der wichtigste Militär der Liga in der französischen Provinz – von König Heinrich III. abgesetzt, ohne dass dies bei Claude de La Châtre Wirkung gezeigt hätte.
Heinrich III. starb 1589, und es dauerte bis 1594, ehe er sich Heinrich von Navarra als König Heinrich IV. unterwarf, und ihm die Städte Bourges und Orléans übergab. Im Gegenzug machte Heinrich IV. ihn am 29. Februar 1594 zum Marschall von Frankreich.
König Ludwig XIII. ernannte ihn 1610 zum Lieutenant-général des Armées du Roi und sandte ihn zur Belagerung der Festung Jülich. Gemeinsam mit dem Feldmarschall Moritz von Oranien zwang er bereits nach wenigen Wochen den Gouverneur von Jülich Johann von Reuschenberg zu Overbach zur Kapitulation.
Im Jahr seines Todes ernannte Ludwig XIII. ihn schließlich als Nachfolger von Henri I. de Montmorency zum Connétable von Frankreich. Er wurde in der Sainte-Chapelle in Bourges bestattet.
Claude de La Châtre heiratete 1564 Jeanne de Chabot, Tochter von Gui I., baron de Jarnac. Das Paar hatte sieben Kinder:
- Louis, baron de La Maisonfort († 1630), 1616 Marschall von Frankreich
- Anne, Äbtissin von Faremoutiers, † 1605
- Marie, ⚭ 1595 Charles de Balzac, seigneur d'Entragues (Haus Balzac)
- Jeanne, ⚭ Gilbert de Chamant, seigneur de Lignerac
- Marguerite, ⚭ Henri I., marquis de La-Ferté-Senneterre, Ministre d’État (Frankreich), † 1622 – die Eltern des Marschalls Henri de La Ferté-Senneterre
- Françoise, Äbtissin von Faremoutiers, † 1643
- Louise, ⚭ Antoine de La Grange, Seigneur d’Arquian, † 1626, Bruder des Marschalls François de La Grange d’Arquian (La Grange d’Arquien)